# Miha Pintar
Miha Pintar (ilegalno ime Toledo), slovenski partizanski komandir in narodni heroj, * 2. april 1913, Št. Rupert (nem. St. Ruprecht) pri Celovcu, † 3. junij 1942, Lokovica pri Velenju.
Pintar je leta 1934 končal učiteljišče v Mariboru in bil nato učitelj na Preloki v Beli krajini. 
Leta 1935 je postal član KPJ. Avgusta 1937 je odšel v Španijo, kjer se je kot borec Cankarjeve čete v Španski republikanski vojski udeležil španske državljanske vojne. 
Iz francoske internacije se je prek Nemčije prebil v Slovenijo, se sredi avgusta 1941 priključil NOB in vstopil je v Šaleško partizansko skupino. 17. septembra 1941 je kot komandir Pohorske čete s soborci izbojeval pomemno zmago na pohorskem Klopnem vrhu (1340 mnm). Partizanska zmaga na Klopnem vrhu je bila prva bitka, v kateri so partizani v odprti borbi premagali Nemce. V borbi je padel borec Franc Soklič-Borko, delavec velenjskega premogovnika.
Po vključitvi čete v Štajerski partizanski bataljon je sodeloval pri njihovih akcijah in pohodih. Bil je med organizatorji Ruške čete. Spomladi 1942 je postal komandir Šaleške partizanske skupine. Padel je v spopadu z Nemci, ko je reševal ranjenega partizana.